# Anna Wecker
Anna Wecker, ou Anna Weckerin, née Anna Keller, veuve Aeschenberger, née avant 1572 et morte en 1596 à Altdorf bei Nürnberg, est une femme de lettres allemande du XVIe siècle, auteure de poésies et de livres de cuisine.

## Biographie

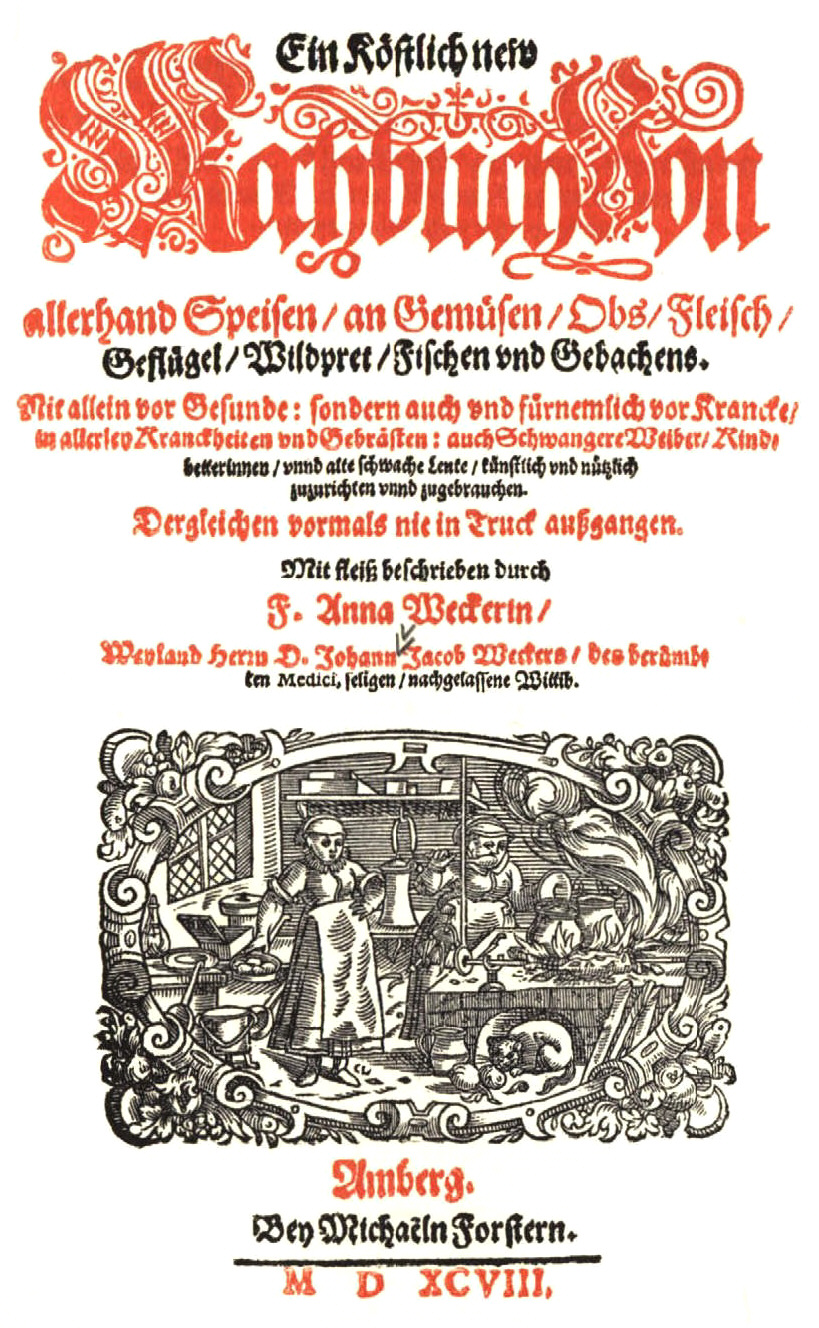
Couverture du livre de cuisine d'Anna Aeschenberger, édition 1598.

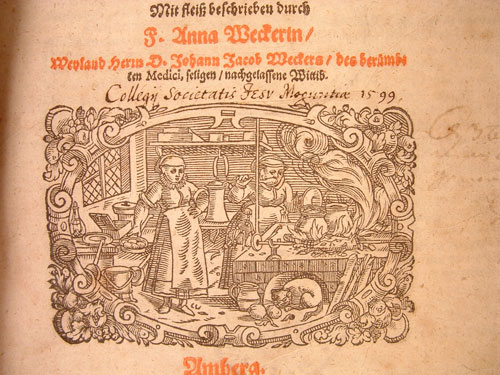
Copie du livre de cuisine de 1598, Bibliothèque municipale de Mayence.

Elle épouse Israel Aeschenberger, greffier à Altdorf près de Nuremberg. Leur fille Katharina épouse le savant Nicolaus Taurellus (de) en 1572. Après la mort de son premier mari, Anna épouse le docteur Johann Jakob Wecker de Bâle, médecin de ville à Colmar, où il décède également. Deux ans plus tard, Anna Wecker fait don à la ville de Bâle de son œuvre Antidotarium Speciale, ex. opter. authorum… scriptis fideliter congestum et amplius triente actum. Déjà en 1586, elle a rédigé un poème à l'occasion du mariage de Jacob Pömer et Barbara Löffelholtz, signant comme « Anna Kellerin, veuve bénie du docteur Hannß Jacob Wecker ».
Après la mort de son deuxième mari, elle vit avec sa fille à Altdorf près de Nuremberg. L'année de sa mort, elle achève son œuvre principale, le livre de cuisine Ein Köstlich new Kochbuch, qu'elle dédie à Louise-Juliana d'Orange-Nassau. C'est le premier livre de cuisine imprimé en allemand dont l'auteur est une femme, publié en 1597 par Katharina Taurellus. Des réimpressions sont réalisées jusqu'à la fin du XVIIe siècle. Avec Philippine Welser (De re coquinaria, 1545) et Sabina Welser (Das Kochbuch der Sabina Welserin, 1553), Anna Wecker est l'une des rares femmes du XVIe siècle auteures de livre de cuisine connues sous leur nom.

## Publications
- Ein Hochzeit Spruch / zu Ehren und glücklicher Wolfart. Dem Erbarn und Vesten Junckern / Jacob Pömern / vnd seiner Erbarn und Tugentsamen Braut / Jungfrawen Barbara Löffelholtzin: Gestellet Durch / Anna Kellerin: Doctor Hannß Jacob Wecker seligen hinderlassene Wittfraw (1586) – im Besitz der Herzog August Bibliothek Wolfenbüttel
- Ein Köstlich new Kochbuch: Von allerhand Speisen / an Gemüsen / Obs / Fleisch / Geflügel / Wildpret / Fischen und Gebachens. Nicht allein vor Gesunde: sondern auch vnd Fürnemblich vor Krancke / in allerley Kranckheiten vnd Gebrästen: auch Schwangere Weiber / Kindbetterinnen / vnd alte schwache Leute / künstlich und nützlich zuzurichten und zu gebrauchen. Dergleichen vormals nie in Truck außgangen. Mit fleiß beschrieben durch F. Anna Weckerin. Weyland Herrn D. Johann Jacob Weckers / des berümbten Medici, seligen / nachgelassene Wittib (1597) – im Besitz der Herzog August Bibliothek Wolfenbüttel; 2. Aufl. (1598)